# Erbivore

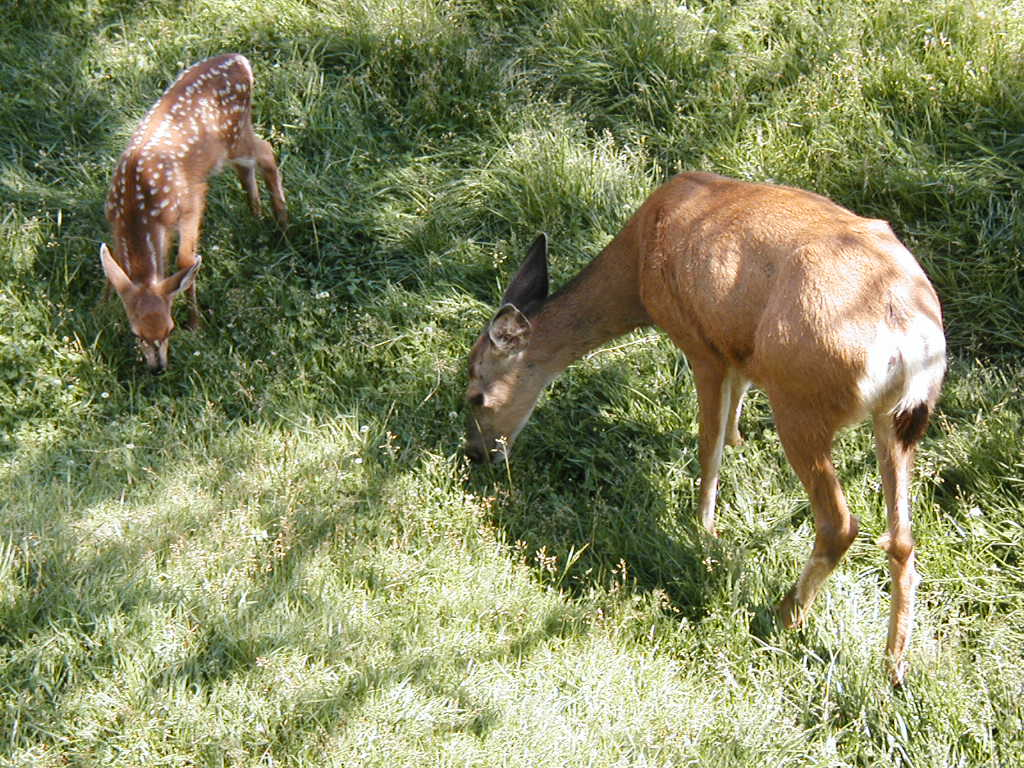
Erbivore

Erbivorele sunt animale ce se hrănesc cu iarbă, plante, frunze. Majoritatea erbivorelor sălbatice trăiesc în savane.
Grupul cel mai mare de animale erbivore îl formează rumegătoarele, animale care digeră mâncarea în două etape: întâi o mănâncă și apoi o rumegă.
Oamenii care nu mănâncă decât produse vegetale nu sunt denumiți erbivori, ci vegetarieni. Conform Dicționarului de argou al limbii române, erbivor este termenul argotic pentru vegetarieni.